# Leprolochus
Leprolochus es un género de arañas cazadoras de hormigas del orden Araneae. Fue descrito por Eugène Simon en 1893.

## Especies
- L. birabeni Mello-Leitão, 1942
- L. levergere Lise, 1994
- L. mucuge Lise, 1994
- L. oeiras Lise, 1994
- L. parahybae Mello-Leitão, 1917
- L. spinifrons Simon, 1893
- L. stratus Jocqué y Platnick, 1990